# Poulan-Pouzols
Poulan-Pouzols (okzitanisch: Polanh e Posòls) ist eine französische Gemeinde mit 486 Einwohnern (Stand: 1. Januar 2022) im Département Tarn in der Region Okzitanien. Poulan-Pouzols gehört zum Arrondissement Albi und ist Teil des Kantons Le Haut Dadou.

## Geographie
Poulan-Pouzols liegt etwa acht Kilometer südsüdwestlich von Albi. Umgeben wird Poulan-Pouzols von den Nachbargemeinden Carlus im Norden, Lamillarié im Osten, Lombers im Süden und Südosten, Orban im Westen und Südwesten sowie Rouffiac im Nordwesten. An der südöstlichen Gemeindegrenze verläuft der Fluss Agros.

## Bevölkerungsentwicklung
| Jahr                      | 1962 | 1968 | 1975 | 1982 | 1990 | 1999 | 2006 | 2013 |
| Einwohner                 | 326  | 306  | 309  | 374  | 392  | 386  | 423  | 451  |
| Quelle: Cassini und INSEE |      |      |      |      |      |      |      |      |

## Sehenswürdigkeiten
- Kirche